# Bambie Thug
Бембі Рей Робінсон (англ. Bambie Ray Robinson; нар. 6 березня 1993, Макрум), сценічний псевдонім — Bambie Thug — музи́ка з Ірландії, що співає та пише пісні. Пісня «Doomsday Blue» у виконанні Bambie Thug представляла Ірландію на Пісенному конкурсі Євробачення 2024.

## Біографія

### Раннє життя
Дата народження — 6 березня 1993 року, рідне місто — Макрум, графство Корк. Сім'я складається зі шведа та ірландки, у Бембі три сестри. Освіта — артист балету та Coláiste Stiofáin Naofa (укр. Коледж Святого Стефана), у Робінсон були плани про вступ до університету для вивчення танців, однак, пізніше відбувся переїзд до Лондона задля відвідування Академії Урданга після здобуття часткової стипендії, проте Бембі ламає руку під час навчання в коледжі та переходить на навчання музичного театру.
Закінчивши академію, Робінсон протягом двох років навчається писати та співати поппісні. Спочатку підписує контракт із неназваним агентством талантів, проте пізніше залишає його.

### Кар'єра

#### Початок, перші сингли (2020—2022)

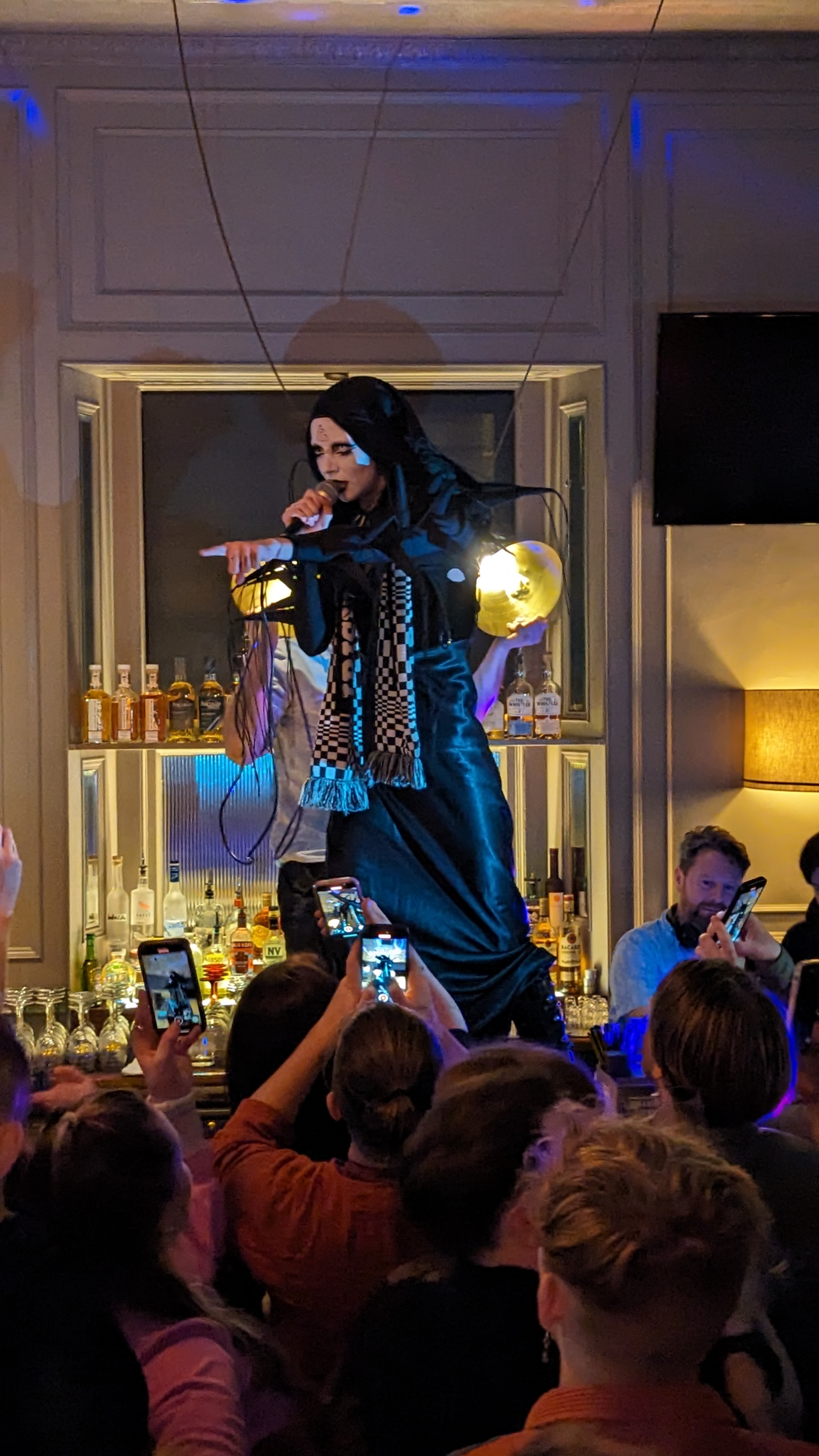
Виступ у барі Odeon, Дублін

Перша поява в музиці відбулася у 2020 році в ролі виконавця пісні Фіке та Фабіча «Mean», яка вийшла 26 червня 2020 року. Дебютний сингл «Birthday» був випущений 5 березня 2021 року та був написаний, коли була залежність Бембі від наркотиків. Нецензурний кліп на цю пісню був опублікований на порносайтах. Пісня була описана журналістом The Line of Best Fit Робертом Девідсоном як «стоїчний, але розбитий потік свідомості… з вмовляючим голосом, який документує події навколо, як розпусний щоденник. Вона пливе крізь бійки, вживає багато наркотиків і нетерпляче чекає свого запізнілого дилера». Того ж року Bambie Thug випускає ще три сингли: «Psilocyber» — пісню про «психоделічний» комп'ютерний вірус, «PMP» — пісню, яка пропагує сексуальний позитив і «High Romancy». Незадовго до 2022 року автор Rockflesh Стюарт Лукас описав музику Робінсон як «сувору та пряму та яка, здається, або про секс та наркотики, або про наркотики та секс».
9 грудня 2022 року випускає сингл «Merry Christmas Baby» заявивши в Kerrang!: «Смішно, як люди змінюються, як пори року, минулого Різдва я поклялася, що знайшла його [кохання]. Любов справді має спосіб забарвлювати червоні прапори в білий».

#### Egregore,Cathexis(2023)

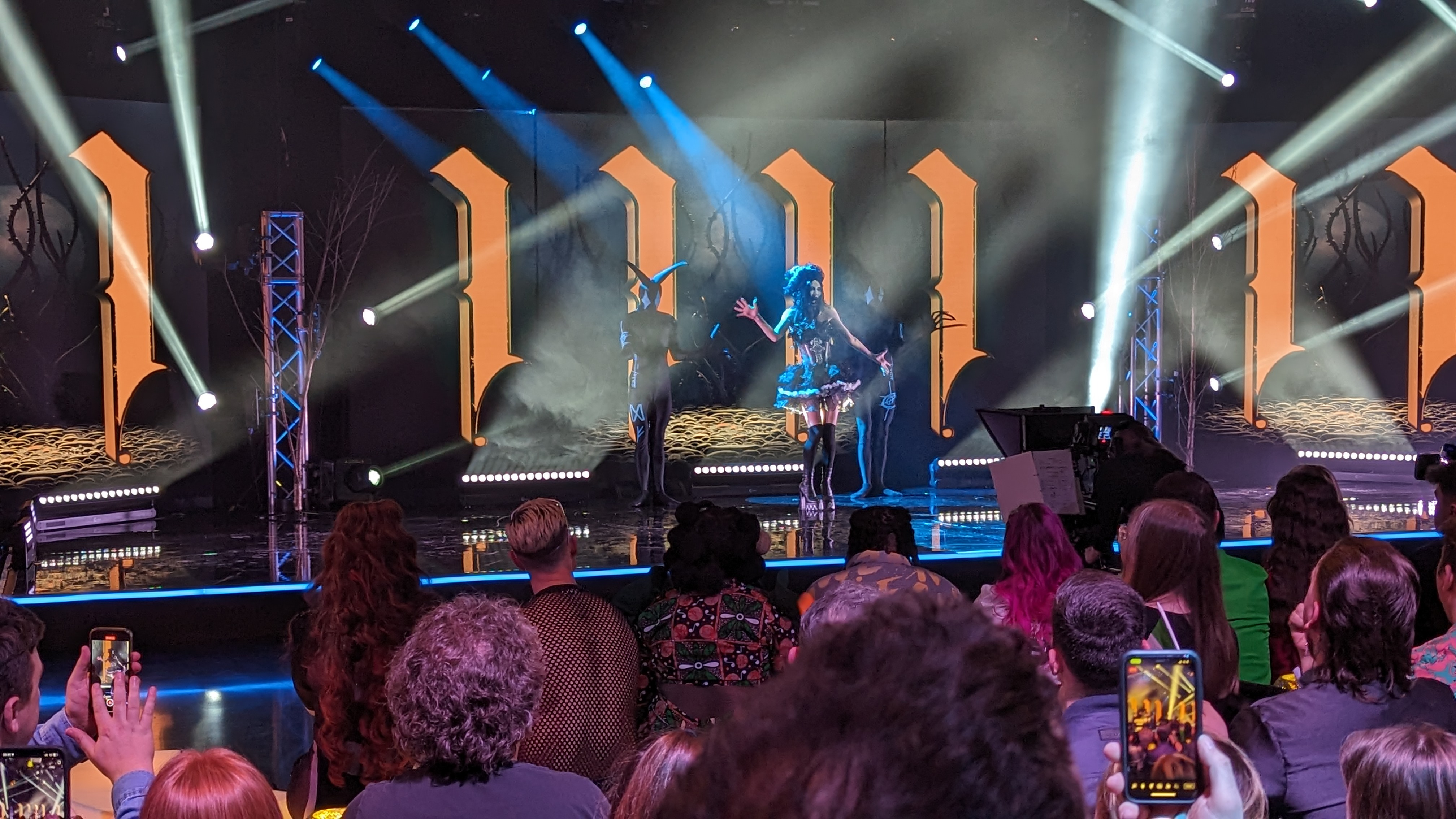
Виконання «Doomsday Blue» на The Late Late Show у 2024 році після перемоги на Eurosong 2024.

У квітні 2023 року випускає сингл «Egregore». Пісня, названа на честь окультного терміну, розповідає про бажання позбутися саморуйнівних звичок як незалежного артиста.
Bambie Thug оголошує про свій третій мініальбом Cathexis 11 серпня 2023 року, а офіційний реліз відбувся 13 жовтня. Разом з анонсом були випущені два сингли: «Careless» і «Last Summer (I Know What You Did)». В інтерв'ю журналу DIY Magazine Бембі заявляє, що мініальбом, створений під впливом любові до музичного театру, зосереджується на тому, що вона «буде істотами та персонажами… [проте] іноді персонажі є трохи бронею. Коли я не перебуваю в дивовижному ментальному просторі, це речі, які я можу взяти на себе, але всі вони все ще грані мене».

#### Пісенний конкурс Євробачення 2024

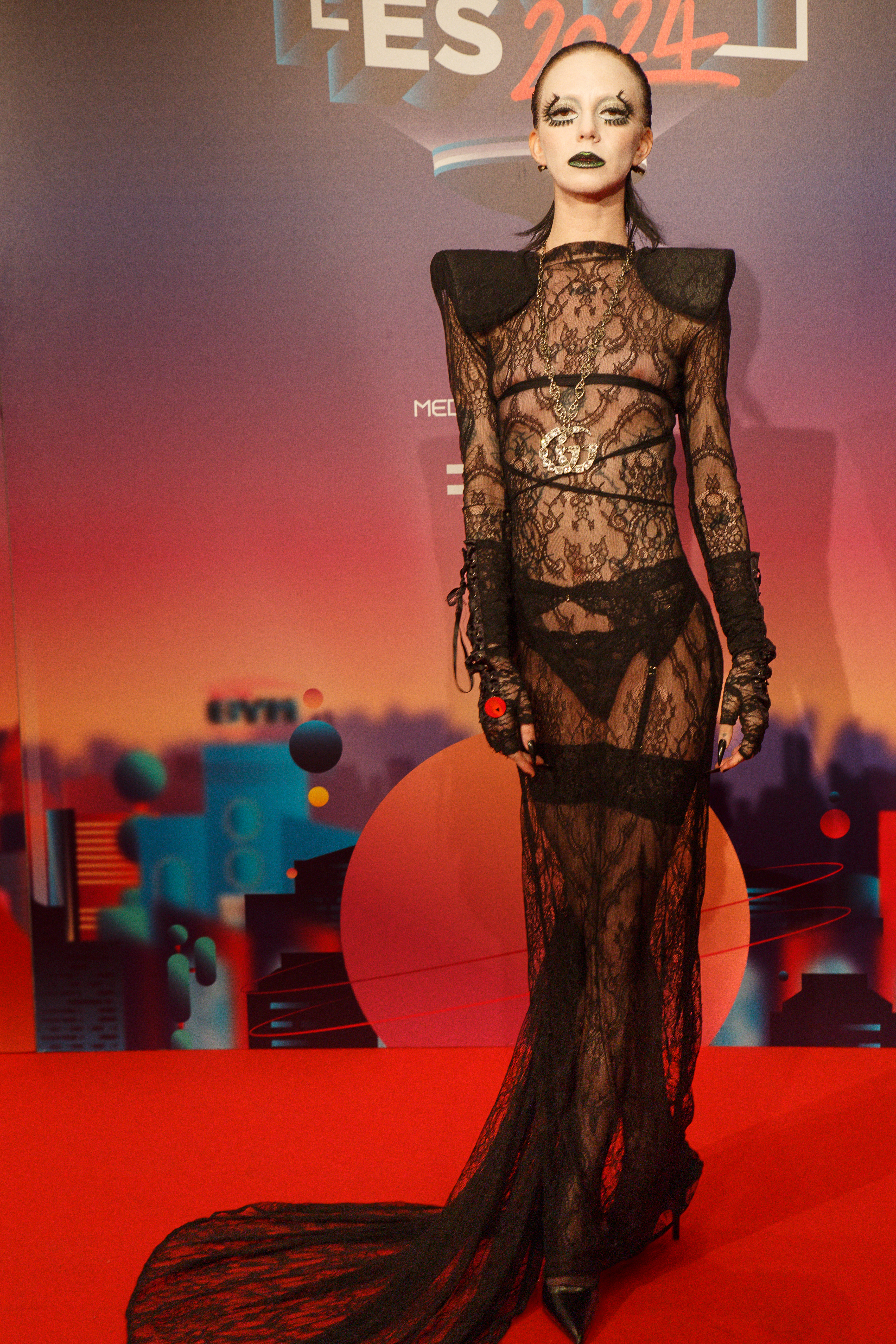
На Eurovision Pre-Party 2024 Madrid

11 січня 2024 року було оголошено, що Bambie Thug братиме участь на Eurosong 2024, національного відбору Ірландії на Пісенному конкурсі Євробачення 2024, з піснею «Doomsday Blue». Як Робінсон каже в інтерв'ю Irish Sun, на конкурс йде, щоб «проклясти» спогади про своє зґвалтування у травні 2023 року. У національному фіналі Bambie Thug здобуває перемогу як у голосуванні національного журі, так і в телеголосуванні, отримавши право представляти Ірландію на Євробаченні.
Після перемоги на Eurosong 2024 Bambie Thug привернула увагу ЗМІ, особливо місцевих. Пісня та виконавець були розкритиковані ірландськими ультраправими діячами. Германн Келлі, президент ультраправої Ірландської партії свободи, написав у Twitter різкі коментарі, заявивши, що «Bambie Thug, мабуть, найбільший індик з часів індика Дастіна. Схоже, що прославляння сатанізму та „небінарної нісенітниці“ — це мода ірландського істеблішменту». У відповідь на критику Бембі публікує заяву для преси 29 січня, зазначивши: «Якщо ви не хочете бути частиною Haus Of Thug, ви не зобов'язані йти зі мною в цю подорож… не витрачай своє життя на ненависть… [і] не гнівайся, тому що мною не забуте мистецтво гри, веселощів і творчості, а ти забув». Під час виступу на The Late Late Show у лютому 2024 року виголошує побажання «любові та світла» тим, хто негативно відреагував на пісню, згадавши, що одна особа почала петицію про дискваліфікацію з конкурсу.

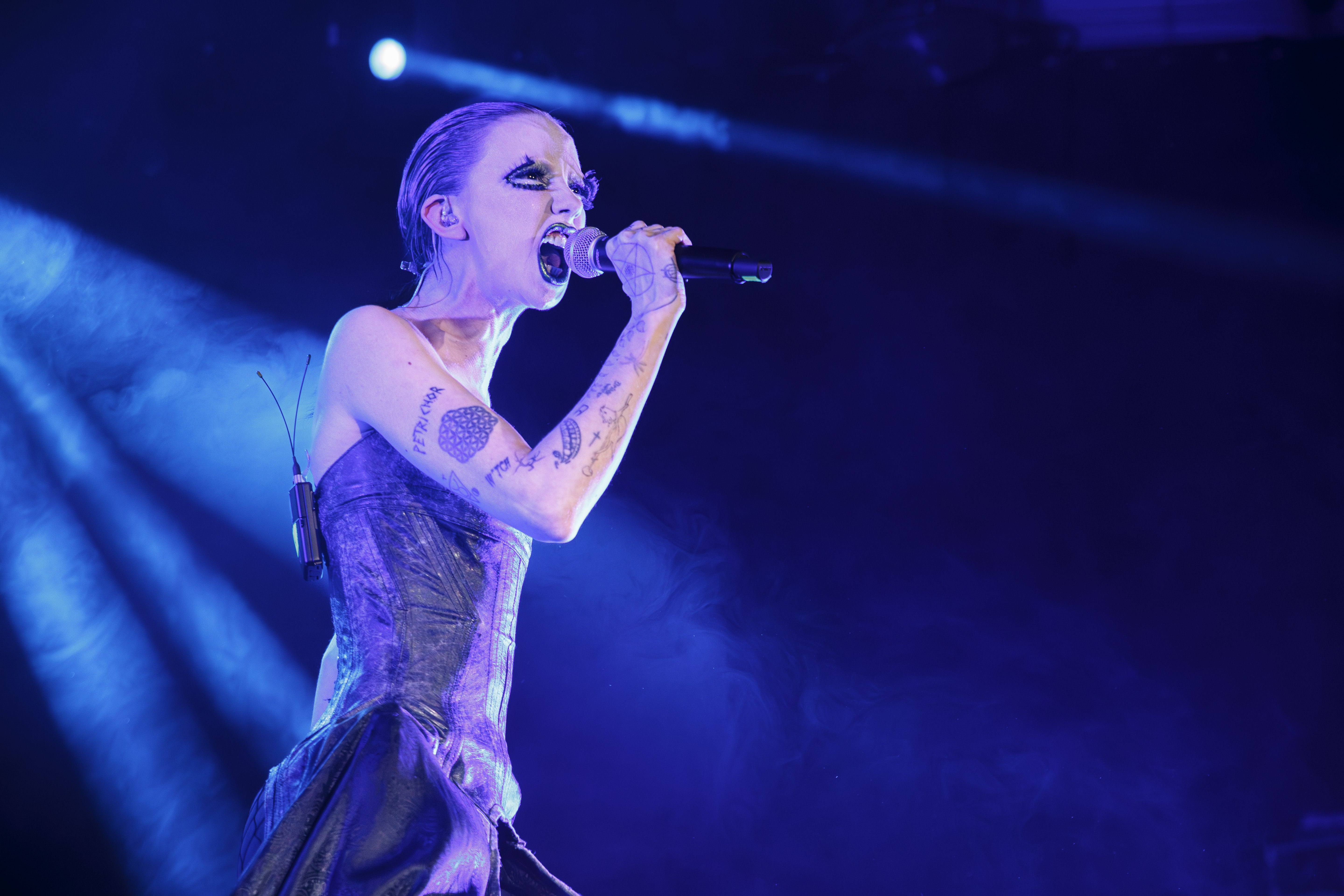
На Eurovision Pre-Party 2024 Madrid

Сама пісня отримала похвалу за свою унікальність у порівнянні з минулими ірландськими композиціями на Євробаченні. Журналіст Irish Times Ед Пауер дав позитивну рецензію, заявивши: «Суміш попмузики та індустріального металу, безсумнівно, виступить з фурором у Мальме». Ірландський співак Джонні Логан, який переміг на Євробаченні в 1980 і 1987 роках, заявив у Sunday World про свою віру в те, що пісня «може виграти Євробачення», вихваляючи унікальність та візуальне оформлення. Попри те, що Бембі відповідає на жорстку критику, також заявляє, що відчуває, що Ірландія «[дуже] відстала від мене».
Пісня Bambie Thug «Doomsday Blue» пройшла у фінал Євробачення та посіла 6 місце.

## Особисте життя
У дитинстві Робінсон поставили діагноз РДУГ. Зараз Бембі живе у Східному Лондоні. У вільний час Робінсон періодично працює принцесою на вечірках для дітей з інвалідністю.
Bambie Thug — небінарна персона. В англійській мові, використовує займенники they/them/fae. Неодноразово розповідала про свій досвід як людини, належної до ЛГБТ, та довід у музичній індустрії. В інтерв'ю Gay Times заявляє: «Мені подобається бути частиною крутої квір-сцени, яка зростає… Важливо мати людей, з якими можна спілкуватися, і музику, яка говорить з тобою та дозволяє більше свободи, щоб бути собою — більше дивних голосів це те, що до біса треба світу».
Перед початком різдвяного сезону 2021 року були стосунки із невідомим партнером. Однак після припинення стосунків у 2022 році, описує їх як «справді токсичні», що призвело до «порушення довіри та самопочуття».

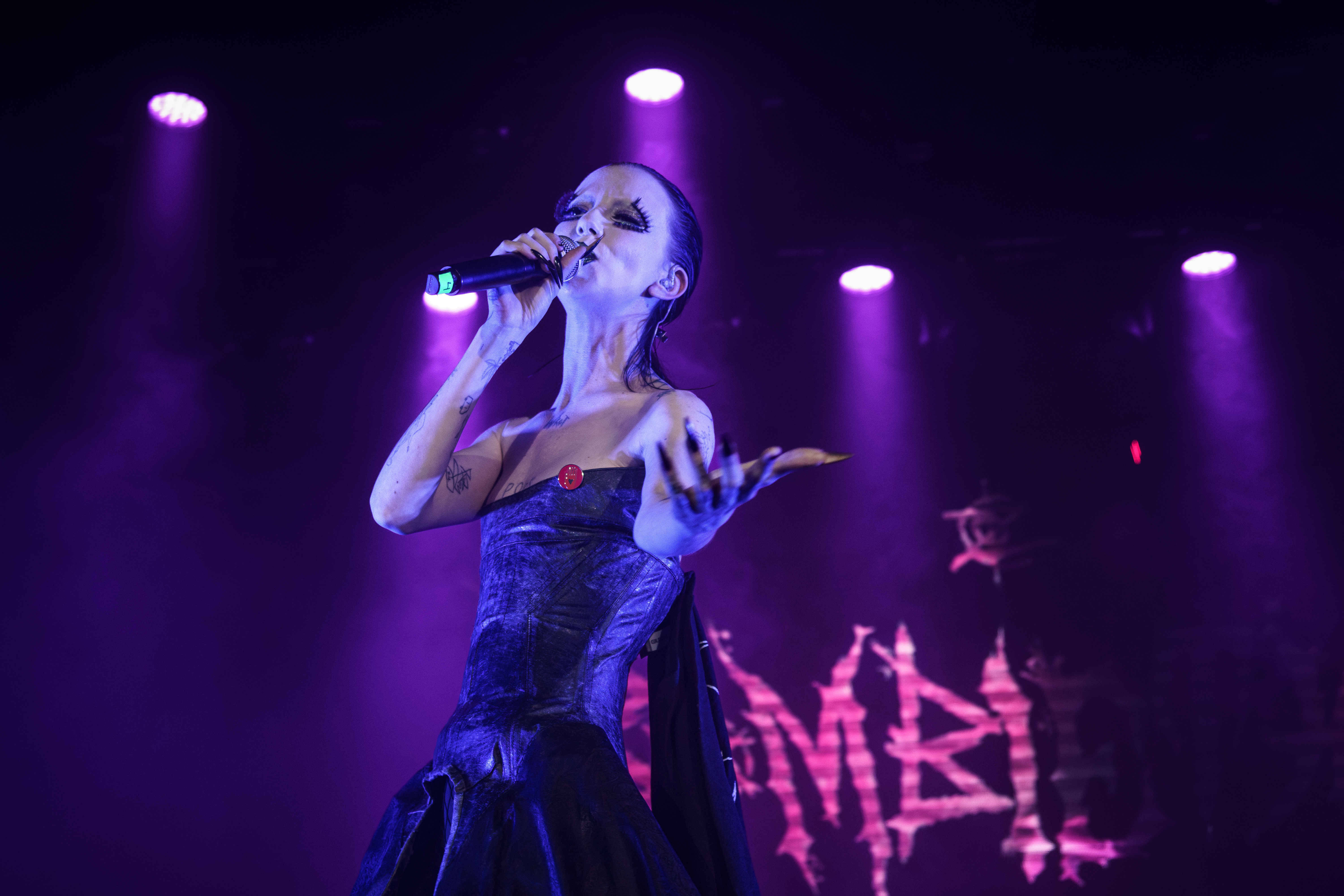
На Eurovision Pre-Party 2024 Madrid

Практикує неоязичницьке чаклунство, зокрема магію сигіл і маніфестацію. Також зазначає, що має досвід практикування магії крові під час своєї менструації, заявивши, що це «пропозиція вашої власної крові на носик, і це також дуже добре для вашої шкіри». Чаклунство мало великий вплив на музику Bambie Thug; численні заклинання та прокляття додані в різні пісні, а власна сигіла використовується як офіційний логотип.

### Політичні погляди
Bambie Thug висловлює підтримку дискваліфікації Ізраїлю з Пісенного конкурсу Євробачення 2024 через війну Ізраїлю та ХАМАС. Обґрунтовуючи свій аргумент щодо виключення Росії з пісенного конкурсу Євробачення у 2022, каже Irish Examiner: «Коли відбувалися події з Україною, Росії заборонили участь у конкурсі, тому я не думаю, що має бути правило для одних і різні для інших». Бембі також зазначає, що прийняття рішення слід залишити за Європейською мовною спілкою.

## Дискографія

### EP
| Назва        | Деталі                                                                                        | Найвища позиція чарту |
| Назва        | Деталі                                                                                        | LTU                   |
| ------------ | --------------------------------------------------------------------------------------------- | --------------------- |
| Psilocyber   | - Вийшов: 14 травня 2021 - Лейбл: Unity Records - Формат: Онлайн, прослуховування в інтернеті | —                     |
| High Romancy | - Вийшов: 27 жовтня 2021 - Лейбл: Smol Records - Формат: Онлайн, прослуховування в інтернеті  | —                     |
| Cathexis     | - Вийшов: 13 жовтня 2023 - Лейбл: Haus of Thug - Формат: Онлайн, прослуховування в інтернеті  | 43                    |

### Сингли
| Назва                                               | Рік  | Найвища позиція чартів | Найвища позиція чартів | Найвища позиція чартів | Найвища позиція чартів | Найвища позиція чартів | Найвища позиція чартів | Альбом або EP         |
| Назва                                               | Рік  | UK                     | IRE                    | LTU                    | NLD                    | FIN                    | SWE                    | Альбом або EP         |
| --------------------------------------------------- | ---- | ---------------------- | ---------------------- | ---------------------- | ---------------------- | ---------------------- | ---------------------- | --------------------- |
| «Birthday»                                          | 2021 | —                      | —                      | —                      | —                      | —                      | —                      | Psilocyber            |
| «P.M.P»                                             | 2021 | —                      | —                      | —                      | —                      | —                      | —                      | High Romancy          |
| «Kawasaki (I Love It)»                              | 2022 | —                      | —                      | —                      | —                      | —                      | —                      | Не входить до альбому |
| «Headbang»                                          | 2022 | —                      | —                      | —                      | —                      | —                      | —                      | Не входить до альбому |
| «Tsunami (11:11)»                                   | 2022 | —                      | —                      | —                      | —                      | —                      | —                      | Не входить до альбому |
| «Merry Christmas Baby»                              | 2022 | —                      | —                      | —                      | —                      | —                      | —                      | Не входить до альбому |
| «Egregore»                                          | 2023 | —                      | —                      | —                      | —                      | —                      | —                      | Не входить до альбому |
| «Careless»                                          | 2023 | —                      | —                      | —                      | —                      | —                      | —                      | Cathexis              |
| «Last Summer (I Know What You Did)» (Разом з Jinka) | 2023 | —                      | —                      | —                      | —                      | —                      | —                      | Cathexis              |
| «Doomsday Blue»                                     | 2023 | 67                     | 23                     | 9                      | 86                     | 40                     | 64                     | Cathexis              |
| «Hex So Heavy»                                      | 2024 | —                      | —                      | —                      | —                      | —                      | —                      | Не входить до альбому |